# Servizio all'alba
Il servizio all'alba è un servizio di culto della domenica di Pasqua praticato da alcune denominazioni cristiane, come la Chiesa moraviana.
Il servizio dell'alba si svolge all'aperto, a volte in un parco, e i partecipanti sono seduti su sedie o panchine all'aperto.
Nelle Chiese cattoliche, ortodosse orientali, luterane, metodiste, anglicane e riformate, questo prende normalmente la forma della Veglia pasquale, che può iniziare nella tarda sera del sabato santo o la mattina presto della domenica di Pasqua.

## Storia
Il primo servizio dell'alba pasquale registrato ebbe luogo nel 1732 nella congregazione della Moravia a Herrnhut, sulle colline dell'Alta Lusazia in Sassonia. Dopo una veglia di preghiera durata tutta la notte, i fratelli single - gli uomini non sposati della comunità - si recarono al cimitero della città, God's Acre, sulla collina sopra la città per cantare inni di lode al Salvatore risorto. L'anno successivo tutta la Congregazione si unì al servizio. Successivamente, il "Mattino di Pasqua" o "Servizio dell'alba" si diffuse in tutto il mondo con i missionari moravi. La processione al cimitero è accompagnata dall'esecuzione di corali antifonali da parte di cori di ottoni.

## Negli Stati Uniti
Molte Chiese degli Stati Uniti del sud tengono ancora le tradizionali funzioni dell'alba nei cimiteri come segno di riconoscimento del fatto che Gesù non giaceva più nella tomba la mattina di Pasqua. Il servizio inizia la mattina presto ed è programmato in modo che gli assistenti possano vedere il sorgere del sole quando il servizio è in corso. I servizi di solito seguono vagamente il formato del normale servizio ecclesiastico e possono includere musica (inni o culto contemporaneo), scene drammatiche e il messaggio pasquale. Dopo la funzione, può essere servita una colazione per i partecipanti.
Il più famoso servizio dell'alba della Moravia negli Stati Uniti è probabilmente quello della Congregazione di Salem in quella che oggi è Winston-Salem, nella Carolina del Nord, che si tiene ogni anno dal 1772. Più di seimila fedeli si radunano prima dell'alba davanti alla chiesa per proclamare la resurrezione. I fedeli si spostano quindi in processione verso lo storico cimitero, o "God's Acre". I cori d'ottoni di dodici congregazioni, per un totale di oltre cinquecento membri, suonano inni antifonalmente durante la processione. Il servizio si conclude con un annuncio di fede e inni di speranza.
Nel 2012, a Washington D.C., migliaia di persone si sono radunate al Lincoln Memorial per il 34° servizio pasquale ecumenico “Sunrise Celebration”, una tradizione di Washington per i cristiani di tutte le denominazioni. La tradizione risale a più di tre decenni.
Un altro servizio all'alba di lunga data risale al 1944 in cima a Stone Mountain vicino ad Atlanta. Il parco apre molto presto alle 4 del mattino e anche la funivia opera presto per trasportare i fedeli in cima e tornare giù di nuovo.
La storica isola di Jamestown è il sito di un servizio all'alba del mattino di Pasqua in Virginia. Gli adoratori si sono riuniti ogni anno ai piedi della Croce vicino al fiume James dagli anni '50. Clero e volontari locali guidano il Programma Ecumenico, con una partecipazione media di 500 - 750 persone.

## Nel Regno Unito
Molte Chiese cristiane si uniscono per tenere un servizio all'alba il giorno di Pasqua su un'altura o sulla spiaggia. Le comunità locali intorno a Dymchurch, nel Kent, si incontrano alle 6 del mattino per lodare Dio per aver resuscitato Gesù dai morti. Hanno il servizio informale sulla spiaggia di Dymchurch mentre vedono sorgere il sole.